# Battaglia di Albert (1916)
La battaglia di Albert, combattuta dal 1º al 13 luglio 1916, fu lo scontro di apertura dell'offensiva anglo-francese che fu poi chiamata battaglia della Somme.

## Due strategie opposte: Rawlinson e Haig
Il generale Henry Rawlinson, in qualità di comandante della 4ª Armata inglese, che durante la battaglia ebbe la responsabilità più grande, aveva inizialmente proposto di iniziare con un'offensiva di portata limitata, al fine di conquistare un punto di appoggio in una parte della prima linea tedesca e difendendo poi la zona catturata dal contrattacco tedesco che ci sarebbe stato. Uno dei motivi della scarsa portata di quest'attacco era quello di evitare che la fanteria avanzasse fin oltre il raggio dell'artiglieria di supporti, che avrebbe incontrato notevoli difficoltà nell'avanzare attraverso il campo di battaglia, poiché la Somme era un territorio agricolo con poche strade. Un'altra ragione vi era nel fatto che la prima linea tedesca, che correva lungo i villaggi di Gommecourt, Serre, Beaumont-Hamel, Thiepval, Ovillers-la-Boisselle e Fricourt, era situata sui versanti delle colline antistanti alle linee Alleate, sulle creste, o sotto, delle colline che fronteggiavano le truppe inglesi. Questo significava che la prima linea tedesca occupava una posizione più alta di quella inglese e che era poco visibile agli occhi dell'artiglieria britannica: le linee delle trincee, infatti, essendo scavate nel gesso bianco, apparivano come delle sottili strisce bianche che attraversano le colline. Solamente nel settore più a sud, nella zona dei villaggi di Fricourt, Mametz e Montauban, gli osservatori inglesi potevano effettivamente dominare dall'alto le postazioni della prima linea avversaria.
A parte questo, la seconda linea tedesca si trovava all'incirca tre chilometri dietro la prima, sui versanti posteriori ed era osservabile solamente attraverso l'impiego degli aerei. La linea correva attraverso i villaggi di Beaucort, Mouquet Farm, Contalmaison, Bazentin-le-Grand e Longeval e Rawlinson riteneva che essa rappresentasse un diverso problema. Il filo spinato di fronte alla seconda linea tedesca infatti era effettivamente fuori dalla portata degli Ordnance QF 18 lb e dei mortai da trincea a causa della posizione dove si trovavano all'inizio della battaglia. Infatti il versante posteriore poteva essere attaccato solamente tramite gli obici o i mortai a seconda dell'abilità dei soldati che li impiegavano di sparare oltre la cresta, ma gli inglesi non possedevano una spoletta istantanea che era necessaria affinché gli obici distruggessero il filo spinato usando i proiettili ad alto potenziale. Senza di essa, i proiettili penetravano nel terreno poco prima di esplodere e sprecavano la maggior parte della loro energia nello scavare buche nel suolo. La spoletta No. 106 divenne disponibile solo dopo la battaglia della Somme e diede agli inglesi la capacità di far detonare i proiettili ad alto potenziale a livello del terreno e quindi di poter eliminare il filo spinato in qualunque posizione. Durante la battaglia della Somme gli inglesi per spazzare via il filo spinato dovettero invece affidarsi all'uso di shrapnel e dei mortai da due pollici.
All'inizio Rawlinson voleva catturare e consolidare le posizioni lungo la prima linea tedesca, da Serre a Maricourt, dopodiché avrebbe fatto avanzare l'artiglieria ed avrebbe pianificato un nuovo assalto, contro la seconda linea nemica, restando così fedele alla sua strategia "strappa e mantieni". Il generale Douglas Haig non era d'accordo con questa tattica:
Haig chiese ed ottenne un piano per una battaglia che desse una svolta e che mirasse alla cattura della seconda linea tedesca subito al primo assalto, fino a Bapaume, ad oltre 11 km di distanza dalla prima linea Alleata. Un'implicazione di questo piano era che l'iniziale bombardamento dell'artiglieria britannica di una settimana avrebbe dovuto coprire una superficie ben maggiore, dovendo essere diffuso sia sulla prima sia sulla seconda linea tedesca, che consistevano rispettivamente in tre e due linee trincerate, invece che concentrare tutta la potenza di fuoco solo sulla prima. La zona del bombardamento fu così ampliata, passando da una fascia larga 1,150 metri ad una larga 2,330 metri.

## Limiti di efficacia del volume artiglieria

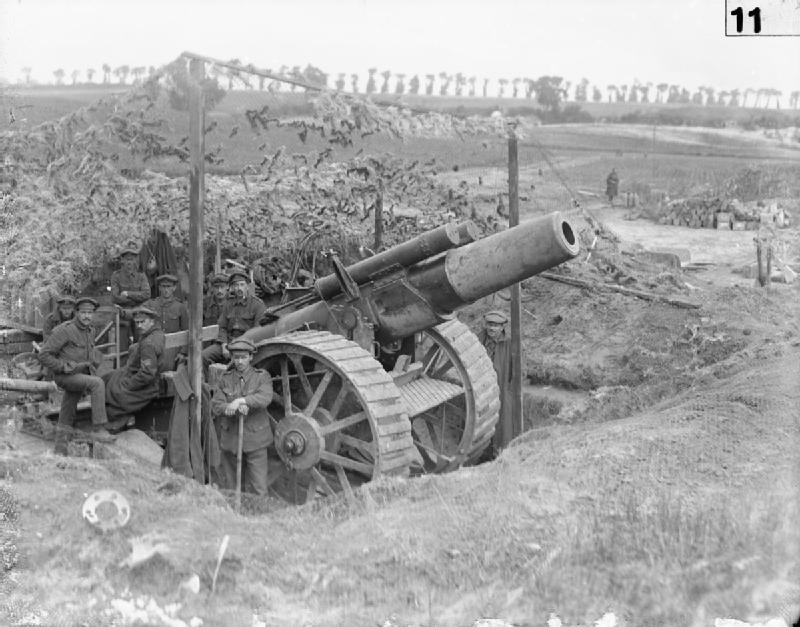
Un BL Howitzer Mk 1 inglese nei pressi di Carnoy (di fronte a Mametz e Montauban)

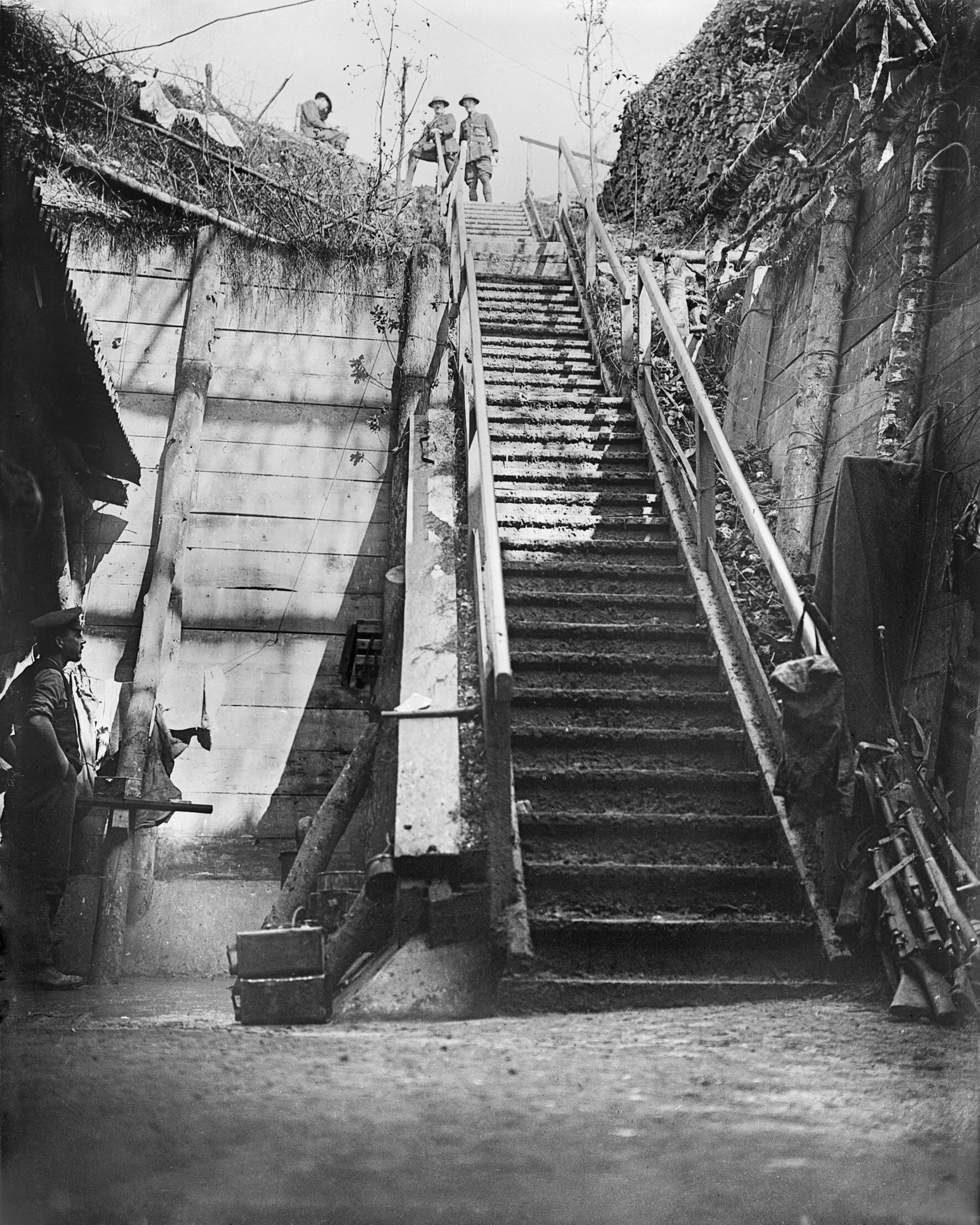
Questa foto, scattata il 3 luglio 1916, mostra le scale che conducevano all'interno di un rifugio sotterraneo tedesco situato nel bosco di Bernafay, vicino a Montauban, e fa capire su quale grande scala i tedeschi abbiano costruito molti rifugi sulla Somme.

Gli inglesi dispiegarono una potenza di fuoco di artiglieria su una scala che non aveva precedenti, con la quale speravano di distruggere le difese tedesche prima di attaccarle con la fanteria:
L'artiglieria da campagna constatava di:
- 808 Ordnance QF 18 pounder, utilizzati per distruggere il filo spinato con gli shrapnel ed attaccare le truppe nemiche che riparavano i danni;
- 202 obici da 4,5 pollici.

L'artiglieria pesante contava invece:
- 32 cannoni Mk I-IV QF da 4.7 pollici, utilizzati per distruggere l'artiglieria nemica;
- 128 Ordnance BL 60 lb, utilizzati per distruggere l'artiglieria nemica;
- 20 cannoni navali da 6 pollici, utilizzati per distruggere il filo spinato e per distruggere l'artiglieria nemica;
- 1 cannone ferroviario da 9,2 pollici;
- 1 cannone ferroviario da 12 pollici;
- 104 BL 6 inch 26 cwt howitzer;
- 64 obici da 8 pollici;
- 60 obici da 9,2 pollici;
- 11 Ordnance BL 12 in[8]
- 6 obici ferroviari da 15 pollici.

Vi erano inoltre molti mortai da due pollici, utilizzati per distruggere il filo spinato.
I francesi inoltre avevano fornito alcuni cannoni per dare assistenza al bombardamento inglese:
- 60 75 mm Mle. 1897
- 24 cannoni da 120mm
- 16 mortai da 220mm

In totale vi erano 1537 cannoni dislocati sul campo, uno ogni 18 metri circa, e un cannone pesante ogni 53 metri. Questa potenza di fuoco era impiegata su una linea di fronte di poco più di 20 chilometri, a cui però devono essere aggiunti i 274 chilometri delle trincee. Se si considera che, su 1 milione e mezzo, 1 milione dei proiettili sparati durante il bombardamento preliminare erano shrapnel, che potevano spazzare via il filo spinato ma non ferire o uccidere i soldati al coperto, e che molti dei proiettili rimanenti, ad alto potenziale, non esplosero a causa della bassa qualità delle spolette prodotte in serie, è evidente, col senno di poi, che il bombardamento, comparato con le battaglie seguenti, aveva poche possibilità di distruggere una percentuale significativa dei difensori.
In ogni caso, gli 1,7 milioni di proiettili sparati, durante i sette giorni dello sbarramento preparatorio ed il primo giorno della battaglia, e le 17 mine sparate poco prima dell'assalto non riuscirono a distruggere i difensori tedeschi nella maggior parte del fronte. Infatti la maggior parte dei tedeschi sopravvisse al fuoco di sbarramento rifugiandosi in posti di osservazione a prova di proiettile o in bunker e riuscì a schierarsi lungo la linea del fronte quando iniziò l'assalto. Questo avrebbe poi portato a rivalutare la tattica dell'artiglieria britannica, passando da un fuoco "distruttivo" ad uno "neutralizzatore", cioè comprendendo che un determinato nemico e le sue armi, pur non essendo distruttibili semplicemente attraverso l'uso dell'artiglieria, ma la sua capacità di combattere in un determinato momento poteva essere gravemente limitata, se bersagliato correttamente.

## Il fuoco di controbatteria inglese
In questa battaglia i soldati tedeschi sopravvissuti al fuoco di sbarramento, altamente addestrati e sempre motivati, furono sufficienti a manovrare le loro armi difensive, come le mitragliatrici. Inoltre i tedeschi avevano prestato moltissima attenzione ai mezzi di comunicazione sul campo battaglia e le sue procedure, tanto che avevano posato i cavi delle linee telefoniche a grande profondità, avevano coordinato attentamente le procedure di collegamento tra fanteria e artiglieria e quelle di segnalazione per garantire che le truppe al fronte fossero sempre capaci di chiedere ed ottenere il supporto difensivo dell'artiglieria, se necessario. D'altro canto, il fuoco di controbatteria in molti casi non riuscì nel suo intento, cioè distruggere le batterie tedesche, cosicché esse furono utilizzabili per rispondere alle richieste di assistenza quando l'attacco principale ebbe inizio. C'erano alcuni problemi di comunicazione tra il British Army e il Royal Flying Corps:
Sembra che i cannoni tedeschi riuscirono a "sopravvivere" al lungo bombardamento iniziale non sparando e quindi non rivelando la loro posizione:
(tenente M. Gerster, 119º reggimento di Fanteria della Riserva, parlando degli eventi del 29 giugno vicino Beaumont Hamel.)
Alla fine del bombardamento inglese risultarono essere stati distrutti pochi cannoni tedeschi, insieme con "al massimo, 17 obici e 36 piccoli cannoni" inviati di rinforzo, cosicché al 1º luglio i tedeschi avevano 598 cannoni da campagna e 246 pezzi di artiglieria pesante utilizzabili per saturare la terra di nessuno e la linea del fronte inglese, quando gli inglesi avrebbero attaccato. I tedeschi, quindi, avevano 844 bocche da fuoco con un compito molto più semplice della loro controparte inglese: dovevano semplicemente concentrare il loro fuoco su una zona relativamente stretta, compresa tra le due opposte prime linee trincerate, bersagliando gli uomini che uscivano allo scoperto, mentre gli artiglieri inglesi avevano il compito di distruggere intere strisce di filo spinato ed anche altri obbiettivi, i quali erano ben camuffati, ben protetti, posizionati in punti sconosciuti nella fascia di terra compresa tra la prima e la seconda linea tedesca.
Le linee telefoniche tra le truppe al fronte e l'artiglieria di supporto erano, in effetti, state interrotte in molte postazioni, ma i soldati della fanteria furono lo stesso in grado di richiedere il supporto dell'artiglieria, usando razzi luminosi. L'effetto principale del fuoco dell'artiglieria tedesca durante il 1º luglio fu quello di saturare completamente con i propri colpi la terra di nessuno e la prima linea britannica e quindi impedì che gli inglesi inviassero dei rinforzi per consolidare le posizioni guadagnate dagli assalitori sopravvissuti. Il risultato fu dunque quello di impedire che i piccoli gruppi che riuscirono a catturare delle postazioni tedesche, come la 36th Division nei pressi della ridotta di Schwaben, venissero raggiunti da truppe di rinforzo e così furono facilmente eliminati o catturati dai rinforzi tedeschi.

## La mancata implementazione del fuoco di soppressione
L'artiglieria delle divisioni dei corpi d'armata britannici non seguì le direttive imposte dalla nuova tattica, cioè di coordinare l'assalto della fanteria con un fuoco di soppressione che costringesse i soldati nemici a rimanere al riparo. I cannoni dell'VIII Corpo d'armata inglese, situato al limite nord della linea di attacco di fronte a Serre, facevano aumentare lo sbarramento di 100 iarde ogni due minuti, invece che di 50 per ogni singolo minuto come era stato deciso e quindi, poiché lo spazio occupato dalla terra di nessuno era molto stretto, lo sbarramento incominciò direttamente sulle trincee tedesche, invece che di fronte, e poi passò oltre, lasciando così la fanteria contrapposta ad unità che non avevano praticamente subito fuoco di soppressione; il XIII Corpo d'armata, che invece si trovava di fronte a Montauban, nell'estremo sud del teatro della battaglia, non sfruttò il fuoco di sbarramento, con la sola eccezione della 18 th Division, che fu l'unica ad attaccare con qualche modesto successo; l'artiglieria del III corpo, posizionato nel centro dello schieramento di fronte a Ovillers-la-Boisselle, impiegò una tattica vecchia e screditata, quella di bombardare avanti e indietro piuttosto che fornire un costante avanzamento del fuoco dietro al quale la fanteria avrebbe potuto avanzare, così l'attacco fallì. I cannoni del X corpo, schierato di fronte a Thiepval, sparavano passando da una trincea alla successiva, invece di fornire un costante fuoco di copertura che la fanteria avrebbe potuto seguire. La 9th Brigade adeguò la sua tattica avanzando subito dietro il fuoco di sbarramento e così riuscì a conquistare le trincee della prima linea tedesca, che poi dovette abbandonare quando l'artiglieria spostò il proprio tiro sulla seconda linea tedesca, lasciando così la brigata totalmente scoperta. Infine, nei pressi di Fricourt, il XV corpo ebbe dei successi alternati a delle sconfitte: l'artiglieria della 21st Division continuò a fare fuoco aventi e indietro, rendendo molto difficile alla fanteria avanzare dietro di esso e l'attacco fu un insuccesso; l'artiglieria della 50 th Brigade della 17th Division sparò su una distanza di 500 iarde e quindi la fanteria, avanzando senza alcuna protezione, non riuscì a completare gli obbiettivi assegnati; l'artiglieria della 7th Division, invece, bombardò avanzando di 50 iarde come pianificato e la fanteria riuscì ad ottenere alcuni successi.

## Il 1º luglio 1916
Poiché il piano inglese non venne messo in atto correttamente e che i tedeschi si fecero trovare preparati, l'attacco del primo giorno risultò una grande vittoria per i tedeschi sulla maggior parte del teatro della battaglia. L'esercito britannico soffrì la più alta quantità di perdite in un singolo giorno di sempre, conquistando una modesta porzione di terreno sull'estrema destra, dove catturò e mantenne Mametz e Mantauban.
Nettamente diverso fu il risultato francese, il cui attacco fu un successo, pagato con perdite relativamente modeste rispetto agli standards della giornata. Il XX Corpo d'armata francese avanzò oltre Curlu, nel nord della Somme, e si dovette fermare solamente perché dipendeva dagli inglesi per la protezione del fianco sinistro, i quali non erano riusciti ad avanzare oltre Montauban. Nel sud, invece, il I Corpo d'armata coloniale francese e il XXXV Corpo si avvicinarono fino alla seconda linea tedesca e catturarono oltre 4 000 soldati nemici.

## Dal 2 al 13 luglio
La nebbia di guerra fece sì che ci volesse un po' di tempo affinché arrivassero più informazioni allo stato maggiore inglese sulla portata della sconfitta, sui pochi successi e sulle lezioni da imparare, cosicché potessero essere effettuati i cambiamenti dovuti. Gli inglesi dunque riuscirono lentamente a comprendere quale fu l'unico successo della giornata, la cattura di Mametz e di Montauban, a sud della strada che collegava Albert a Bapaume.
Comunque, il generale Farndale asserì che "fu chiaro alle ultime luci del 1º luglio che, dove era stato usato, il fuoco di soppressione era stato un successo" e quindi c'erano abbastanza informazioni tattiche disponibili per ridare un po' di ottimismo agli inglesi riguardo alle prossime operazioni.
Per il resto della battaglia le truppe inglesi effettuarono numerosi piccoli assalti, mentre digerivano il brutto esito del primo giorno di battaglia. Il 9 luglio fu stabilito l'ordine dell'artiglieria per la fase successiva e questo lasciò ancora la responsabilità dei dettagli ai comandi dei rispettivi corpi d'armata, perpetuando un'ampia libertà di decisione che aveva contribuito al fallimento del primo attacco invece di coordinare strettamente artiglieria e fanteria.
L'attacco francese nel sud della Somme ebbe molto più successo di quello inglese a nord. Sta di fatto che, però, il mancato avanzamento britannico significò che il XX corpo francese non poté continuare la propria avanzata, se voleva continuare a mantenere protetto il proprio fianco sinistro. Di fronte al settore francese, comunque, le trincee e rifugi tedeschi non erano così resistenti come quelli a nord, e vi era inoltre stato un avvicendamento delle truppe tedesche poste a difesa. La VIe armée française arrivò ad avanzare in alcuni punti addirittura di oltre 10 km, lungo un fronte di 20 km, e conquistò tutto l'altopiano di Flaucourt, che costituiva la principale difesa di Péronne, catturando con poche perdite 12 000 soldati, 85 cannoni, 26 minenwerfers, 100 mitragliatrici e altri materiali.
L'11 luglio gli inglesi bombardarono e attaccarono il bosco di Trones, situato tra Montauban e Guillemont, che doveva essere necessariamente conquistato in vista della prossima fase della battaglia, cioè l'attacco contro la seconda linea tedesca. I soldati britannici conquistarono Trones e occuparono una parte del bosco entro il 12, conquistandolo definitivamente il 14.

## Le lezioni imparate dagli inglesi
Prima della battaglia di Arras, una disposizione di pezzi d'artiglieria di tale entità ci sarebbe stata quando gli inglesi concentrarono 963 cannoni pesanti a distanza di 21 iarde di distanza l'uno dall'altro (una concentrazione superiore al doppio di quella che vi fu sulla Somme) e usarono una maggior quantità di munizioni di qualità superiore, come la già citata spoletta No. 106, a percussione e deflagrazione istantanea. Quindi fu solamente dopo l'esperienza della Somme che gli inglesi realizzarono quale enorme volume di fuoco ci volesse per compiere qualunque avanzamento nella maggior parte delle situazioni di stallo. In unione con le lezioni imparate riguardo alla coordinazione indispensabile tra fanteria e artiglieria, riguardo al fuoco di controbatteria e riguardo al controllo della qualità degli armamenti, questo contribuì a rendere il giorno di apertura della battaglia di Arras un ben più grande successo per i soldati britannici.

## Il disaccordo tra Francia e Gran Bretagna su cosa fare dopo la battaglia
Il comandante in capo francese, il generale Joseph Joffre, ritenne che gli inglesi avessero combattuto al di sotto dei loro standards ed insistette che loro, affinché fosse aperta la strada per la seconda linea tedesca, attaccassero e sfondassero la prima linea tedesca a Thiepval e Pozières, cioè esattamente dove avevano fallito fino a quel momento. Anche il generale Rawlinson riteneva che questa fosse la strategia giusta:
(Henry Rawlinson)
Haig, invece, non era d'accordo e il 3 luglio, in un incontro con Joffre, espose il suo piano, che si basava su un grande avanzamento nel sud. Haig voleva che i francesi attaccassero Guillemont, mentre i soldati britannici avrebbero attaccato Logueval, partendo dalla loro enclave di Mametz-Montauban. Questo fece arrabbiare Joffre, che potrebbe aver creduto che gli inglesi, levando la pressione tedesca nel loro settore della Somme, avrebbero portato i francesi a sobbarcarsi una maggiore partecipazione nella battaglia, invece di farsi carico della pressione tedesca sulle unità francesi a Verdun. Haig non volle permettere a Joffre di imporgli le sue tattiche e, secondo Christopher Duffy, "da quel momento in avanti gli sforzi inglesi e francesi sulla Somme a stento contarono come un'offensiva combinata".

## Conseguenze per l'esercito tedesco
Una conseguenza diretta della battaglia fu la rimozione da parte del generale Erich von Falkenhayn, comandante in capo dell'esercito tedesco, del maggior generale Grünert, comandante della 1. Armee. Von Falkenhayn, infatti, incolpandolo dei successi francesi durante la battaglia, lo rimpiazzò il 2 luglio con il colonnello Fritz von Loßberg. Questi modificò la strategia difensiva tedesca, passando da una incentrata sul mantenere la prima linea in forze, come era stato precedentemente ordinato dal generale Fritz von Below, comandante della 2. Armee, e dallo stesso von Falknhayn, ad una basata su una difesa flessibile e disposta a retrocedere per minimizzare le perdite, con delle riserve posizionate più indietro, in relativa sicurezza, e disponibili per riconquistare tramite un contrattacco il terreno perso.
Il 12 luglio von Falkenhayn richiamò il suo attacco a Verdun contro le truppe francesi lì dislocate. Questa scelta può essere vista come una conseguenza della pressione esercitata sui tedeschi ad Albert, che necessitavano dei rincalzi. A parte questo, l'attacco tedesco contro Fort Souville dell'11 luglio era già fallito e la battaglia di Verdun da quel momento degenerò in un costosissimo stallo a cui si aggiunse la richiesta di rinforzi dell'offensiva Brusilov, sul fronte orientale.
Per i tedeschi, mentre questa battaglia può essere vista come una loro vittoria tattica, a livello strategico la situazione era preoccupante. La crescente potenza dell'artiglieria inglese, sicuramente influenzata dai grandi rifornimenti di cannoni e munizioni provenienti dagli Stati Uniti, dimostrarono che in futuro gli inglesi avrebbero avuto la superiorità per quanto riguarda l'artiglieria. Questa battaglia inoltre rappresentò la prima offensiva coordinata da parte degli alleati dell'Intesa, se comparata con le offensive frammentate effettuate fino a quel momento:
(Dalle pagine del Kölnische Volkszeitung del 4 luglio.)
Un rapporto d'intelligence tedesco del 4 luglio concludeva:
I tedeschi furono obbligati ad abbandonare l'idea di un attacco a nord ad opera della 6. Armee, inviando quelle divisioni sulla Somme. L'apparente volontà di Haig di voler impiegare l'esercito inglese in una guerra di logoramento allarmò i comandanti tedeschi, non appena essi capirono che la Germania non aveva una forza di lavoro e delle riserve sufficienti per quel tipo di combattimento.
Il generale von Below fu effettivamente retrocesso a comandare la 1. Armee nel nord della Somme, con il generale Max von Gallwitz al comando sia di tutto il fronte della Somme, sia della 2. Armee, che ora era responsabile della zona sud della Somme. In più, i tedeschi divisero i loro corpi d'armata sulla Somme in Gruppen, chiamati col nome dei loro comandanti, al fine di gestire meglio il numero delle truppe, che si era enormemente allargato. Le divisioni potevano essere trasferite tra i vari Gruppen, ma ogni Grup aveva la sua area di responsabilità: il Gruppe Stein (formato dal XIV Corpo d'armata della Riserva) era dislocato nel nord, il gruppe Sixt von Armin (costituito dal IV Corpo d'armata) era situato nel centro dello schieramento, mentre il Gruppe Gossler (formato dal VI Corpo d'armata della Riserva) era stato posizionato nel sud. Questa modifica era stata programmata da mettere in atto a partire dal 14 luglio, sfortunatamente per i tedeschi nel medesimo giorno in cui le truppe britanniche lanciarono la fase successiva della loro offensiva battaglia di Bazentin Ridge.